# میدان گازی فرزاد بی
میدان گازی فرزاد بی یکی از میدان‌های گازی مشترک ایران و عربستان است که در سال ۲۰۱۲ کشف شد و تولید گاز طبیعی و میعانات گازی آن از سال ۲۰۱۳ توسط عربستان آغاز شد. حجم ذخیره این میدان ۲۱٫۷ تریلیون فوت مکعب است که حدود ۶۰ درصد آن قابل استخراج است. ظرفیت تولید این میدان حدود ۱٫۱ میلیارد فوت مکعب در روز است.